# Ostlutter
Ostlutter ist ein Ortsteil des Fleckens Lutter am Barenberge innerhalb der Stadt Langelsheim im Landkreis Goslar, Niedersachsen. Im April 2016 zählte der Ort 379 Einwohner.

## Geographie
Ostlutter liegt im nordwestlichen Harzvorland auf etwa 190 Metern ü. NN. Eineinhalb Kilometer westlich liegt die Ortsmitte von Lutter am Barenberge. Der Liebenburger Ortsteil Ostharingen liegt fünf Kilometer ostnordöstlich.
Der Ort liegt am südwestlichen Ende des bewaldeten Höhenzugs Wahrenberg, einem Teil des Innersteberglands.

## Geschichte

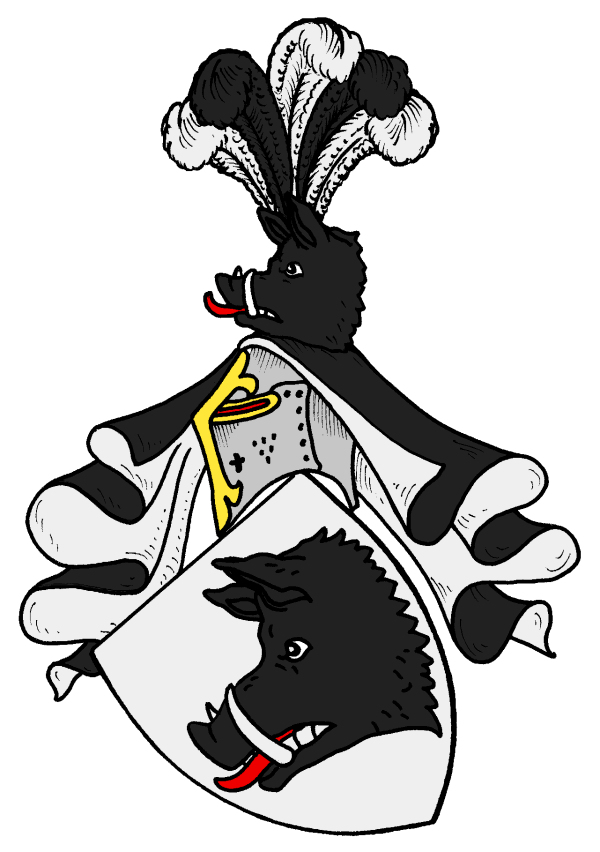
Wappen derer von Hardenberg

Das Rittergut in Ostlutter kam über die Grafen von Schwicheldt auf Söder im 20. Jahrhundert an die Grafen von Hardenberg, die es gegenwärtig bewirtschaften.
Am 1. März 1974 wurde Ostlutter zusammen mit Nauen in den Flecken Lutter am Barenberge eingegliedert, der wiederum am 1. November 2021 in der Stadt Langelsheim aufging.

### Einwohnerentwicklung
Die Tabelle gibt die Einwohnerzahl zum 30. Juni für 2009, 2012 und 2018 bzw. zum 31. Dezember für 2006, 2010, 2011, 2013 und 2014 sowie zum 1. April für 2016 und zum 1. Oktober für 2017 an.
| Entwicklung | Jahr | Einwohner | Jahr | Einwohner |
| --- | ---- | --------- | ---- | --------- |
| Hier fehlt eine Grafik, die leider im Moment aus technischen Gründen nicht angezeigt werden kann. Wir arbeiten daran! | 2006 | 376       | 2009 | 382       |
| Hier fehlt eine Grafik, die leider im Moment aus technischen Gründen nicht angezeigt werden kann. Wir arbeiten daran! | 2010 | 283       | 2011 | 282       |
| Hier fehlt eine Grafik, die leider im Moment aus technischen Gründen nicht angezeigt werden kann. Wir arbeiten daran! | 2012 | 278       | 2013 | 295       |
| Hier fehlt eine Grafik, die leider im Moment aus technischen Gründen nicht angezeigt werden kann. Wir arbeiten daran! | 2014 | 381       | 2016 | 379       |
| Hier fehlt eine Grafik, die leider im Moment aus technischen Gründen nicht angezeigt werden kann. Wir arbeiten daran! | 2017 | 408       | 2018 | 377       |

## Wirtschaft und Infrastruktur

### Verkehrsanbindung
Ostlutter ist über die Landesstraße 500 von Lutter am Barenberge und Ostharingen aus zu erreichen.

### Tourismus und Sehenswürdigkeiten
Im Zentrum des Ortes an der Hauptstraße befindet sich eine Gaststätte, der Dorfkrug. Zudem liegen im Ort mehrere Teiche, darunter der Große Rösenteich und der Försterteich.
Einen Kilometer vom nördlichen Ortsrand entfernt liegt der 1952 stillgelegte Sandsteinbruch Ostlutter.
Hier kommt der Hilssandstein vor, der typisch für die Region Südostniedersachsen ist. An diesem Abbauort vorkommender Hilssandstein wird als Lutter-Sandstein bezeichnet. Er wurde hier seit dem Mittelalter über Jahrhunderte abgebaut und findet sich in Bauwerken wie dem ehemaligen Braunschweiger Schloss, der Herzog-August-Bibliothek in Wolfenbüttel und auch in zahlreichen Bauwerken der Stadt Goslar sowie in Berlin.

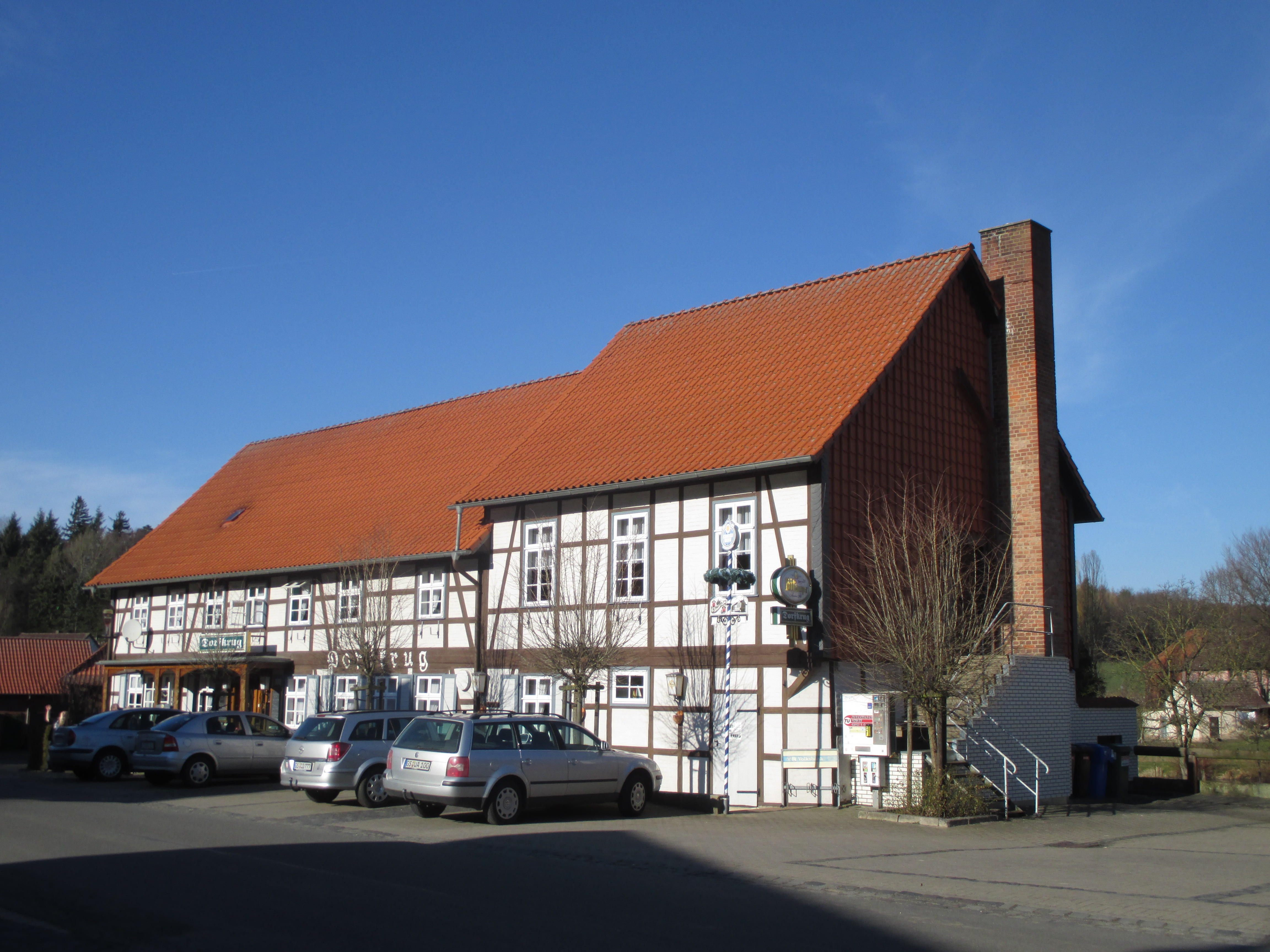
Gaststätte „Dorfkrug“
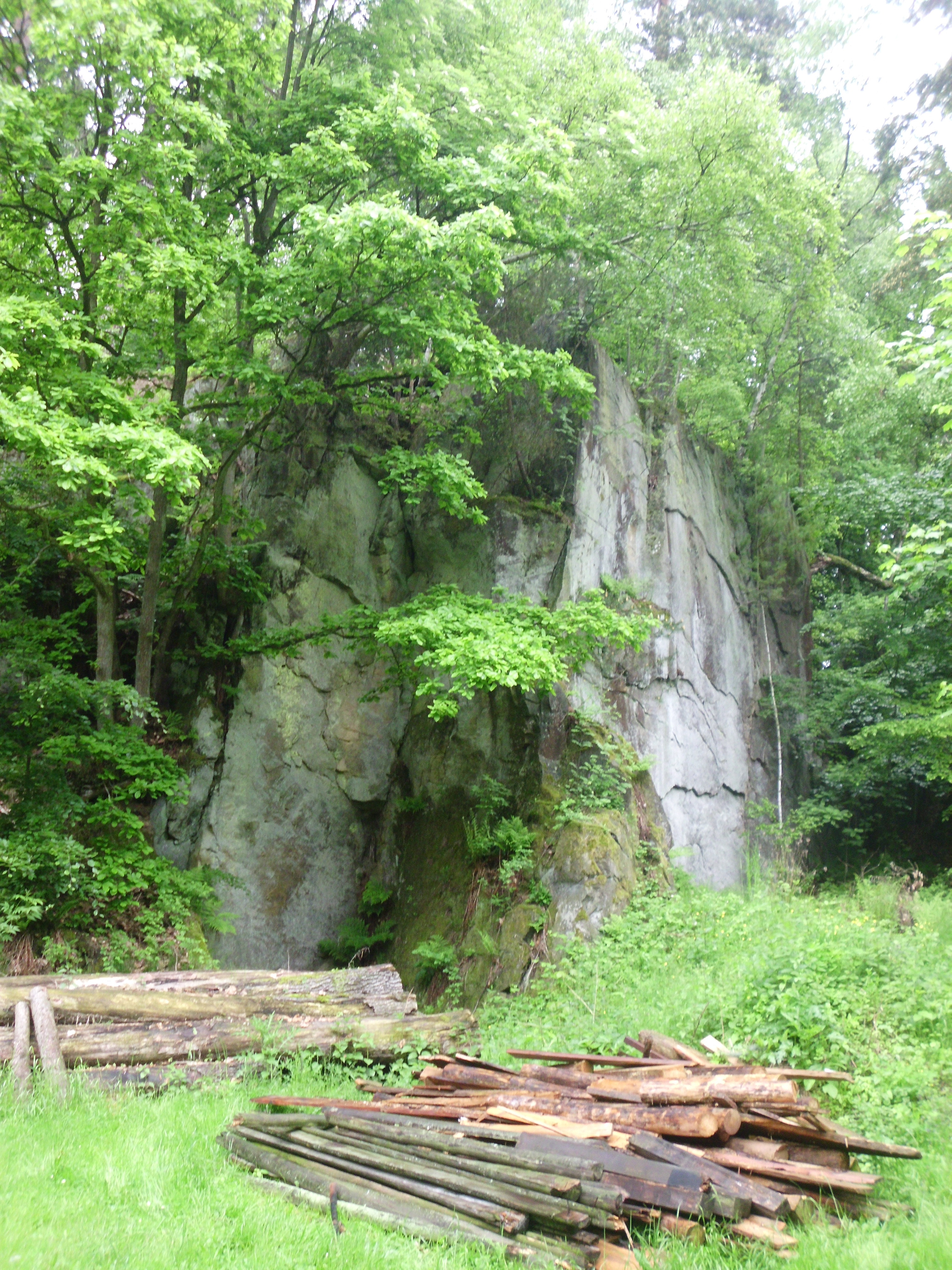
Im Sandsteinbruch Ostlutter
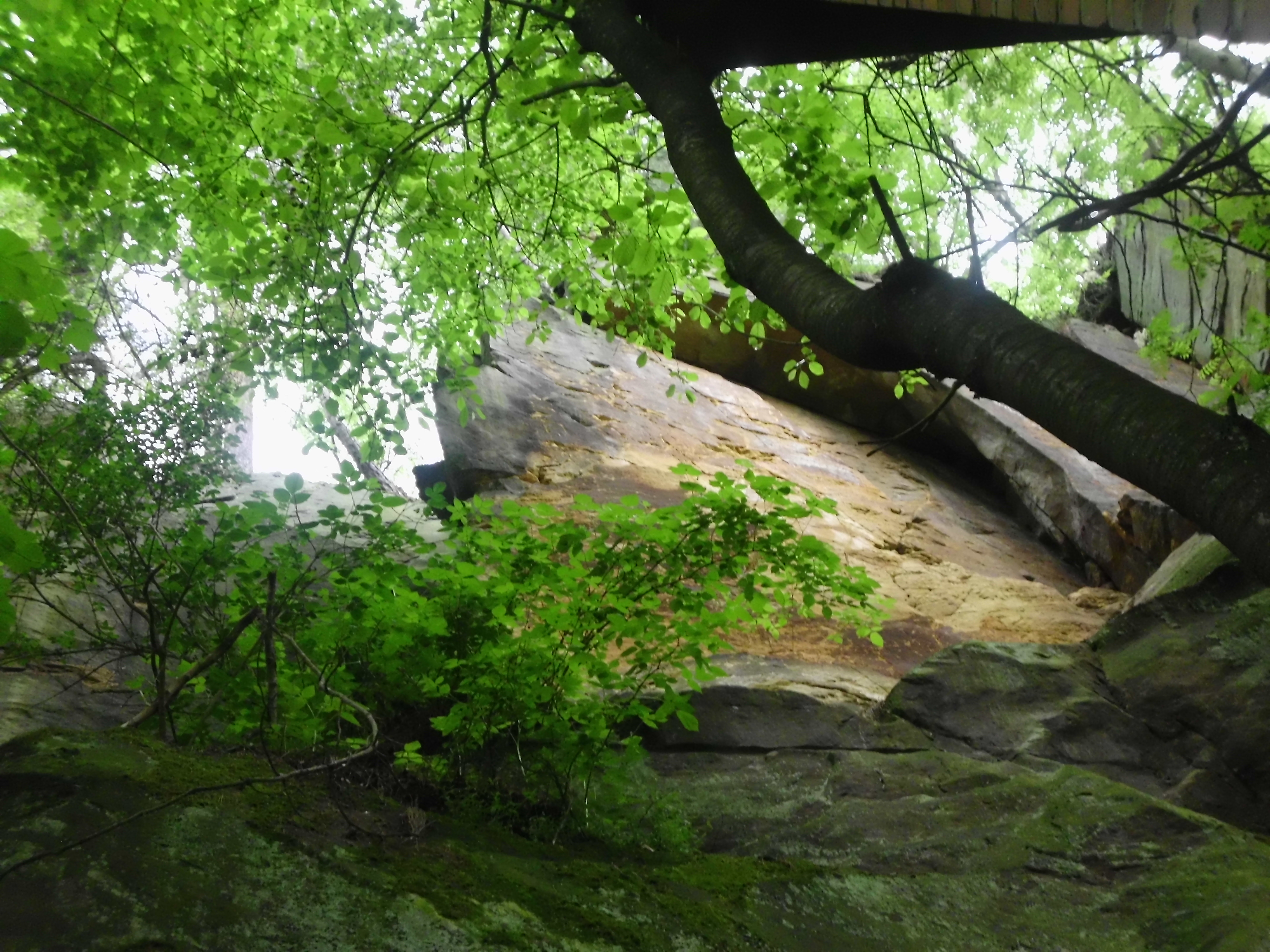
Gesteinsformation aus regionstypischem Hilssandstein im Steinbruch bei Ostlutter

## Töchter und Söhne
- August Wilhelm von Schwicheldt (1708–1766), geboren auf Gut Ostlutter, ab 1750 Geheimrat und Staatsminister in Hannover.
- Wilhelm Hoffmeister (1909–2004), Oberingenieur und Unternehmer im Bereich Großhandel mit technischen Bedarfsartikeln, lebte und arbeitete in Ostlutter und war lange Zeit Bürgermeister der ehemaligen Gemeinde Ostlutter